# 清水寺 (佐渡市)
清水寺（せいすいじ）とは新潟県佐渡市新穂大野にある真言宗豊山派の寺院のことである。大同3年（808年）開基。本尊は千手観音。京都市の清水寺と同様清水の舞台（求世殿）も存在する。最近の調査で平安時代作の二十八部衆像が見つかった。非常に珍しく全国的に見ても1つの寺に集約された平安時代作の二十八部衆像はここだけとも言われている。

## 文化財
市指定
- 本堂
- 仁王門
- 中門
- 鐘楼

## 交通アクセス
「日吉神社前」交差点より南東へ約3 kmほどのところに立地する。両津港からは車で約25分。
公共交通
- 新潟交通佐渡 南線ほか「新穂」バス停より南東へ徒歩約40分